# محمد بن علي رضا ابن الآقاجاني
محمد بن علي رضا ابن الآقاجاني فیلسوف من مدرسة أصفهان ومن تلاميذ محمد باقر الداماد. كتب شرحًا في ألف ومئتي صفحة على كتاب القبسات لمعلمه، وقد انتهى منه سنة 1071هـ - 1661 م. ولا تعرف تفاصيل أخرى عن حياته.